# Trust (album Brother Beyond)
Trust è il secondo album della boy band pop britannica dei Brother Beyond, pubblicato nel 1989, su etichetta EMI / Parlophone (in séguito ripubblicato dalla Gong). È stato il loro ultimo album, poiché la band si è sciolta, sùbito dopo la pubblicazione di un ultimissimo singolo isolato, non contenuto su nessun album (fino alla raccolta del 2005, The Very Best of Brother Beyond), intitolato The Girl I Used to Know, un successo minore negli USA, nel 1991. Dopo i due successi maggiori, The Harder I Try e He Ain't No Competition, scritti per loro dai famosi produttori Stock, Aitken & Waterman, il gruppo, come scrive il cantante Nathan Moore, nel suo sito web ufficiale, "ha commesso il classico errore di pensare di non avere più bisogno di Stock, Aitken & Waterman... Ci siamo scritti tutto l'intero album successivo da soli, ed è stato un insuccesso totale". I tre singoli estratti dall'album Trust sono stati soltanto dei successi di modesta portata, nessuno dei quali è andato oltre il Top 40 in Gran Bretagna. Il primo, Drive On, traccia di apertura del Lato 2 nell'edizione in vinile, è arrivato al Numero 39, nell'ottobre del 1989. Il secondo, When Will I See You Again?, cover di una ballata soul del gruppo The Three Degrees (composta dal popolare duo di compositori Gamble & Huff), si è fermato al Numero 43, nel dicembre del 1989. Il terzo ed ultimo, Trust, title track e brano di apertura dell'intero album, ha raggiunto soltanto il numero 53, nel marzo del 1990.

## Tracce
1. Trust - 3:58 (C Fysh/D White)
2. You Never Tell Me - 3:43 (C Fysh/D White/J Lorber)
3. I Believe in You - 4:27 (C Fysh/D White)
4. Now I'm Alone with You - 3:46 (C Fysh/D White)
5. Let Me Decide - 4:21 (C Fysh/D White)
6. Drive On - 4:05 (C Fysh/D White)
7. Perfect Love - 3:50 (C Fysh/D White/S Alexander/J Lorber)
8. When Will I See You Again? - 3:34 (Gamble/Huff)
9. Universal - 3:33 (C Fysh/D White)
10. Outside Our Lives - 5:53 (C Fysh/D White)

## Singoli tratti dall'album
- Drive On (1989) [UK Top 75: Numero 39 - dal 28 ottobre, 4 settimane in classifica]
- When Will I See You Again? (1989) [UK Top 75: Numero 43 - dal 9 dicembre, 5 settimane]
- Trust (1990) [UK Top 75: Numero 53 - dal 10 marzo, 2 settimane]

## Formazione
- Nathan Moore: voce
- David White: chitarra
- Carl Fysh: tastiere
- Steve Alexander: batteria, percussioni

Altri musicisti
- Dizzie Heights (Viceroy Records): rap traccia 5
- Beverley Skeete, Claudia Fontaine, Janice Hoyte, John Sloman, Leroy Osbourne: cori
- Phil Palmer: chitarra
- Phil Todd: sax
- Guy Barker: tromba, flicorno
- Andy Wright: tastiera
- Jeff Lorber (Warner Bros. Records), Steve Pigott: tastiera, programmazione

### Produzione
- Brother Beyond: produzione tracce 5 & 10
- Jeff Lorber: produzione & arrangiamento tracce da 1 a 4 & da 6 a 9
- Keith Cohen: produzione & tecnico del suono tracce da 1 a 4, 6 & 9; missaggio tracce 1, 2, 6 & 9
- Nick Webb: masterizzazione
- Hugo Nicolson: tecnico del suono tracce 7 & 8; tecnico del suono supplementare tracce 3 & 4
- Steve "Barney" Chase: tecnico del suono supplementare tracce 3 & 4
- Adam Moseley: tecnico del suono, produzione e missaggio tracce 5 & 10; tecnico del suono supplementare traccia 8
- Pete Schwier: missaggio tracce 3 & 8
- Bryan "Chuck" New: missaggio tracce 4 & 7

### Staff
- Michael Roberts: fotografia
- The Leisure Process: design e direzione artistica
- Simon Carter, Steve Margo per Management One: management
- Friends of Brother Beyond; Londra: fan club
- Gerry Barad per Brockum; Londra, New York, Toronto, Sydney: merchandising
- Clive Black, Loraine Trent: collaboratori speciali

## Dettagli pubblicazione
| Paese       | Data | Formato | Etichetta      | N° Catalogo |
| Regno Unito | 1989 | LP      | EMI-Parlophone | HCDL 37373  |
| Ungheria    |      | CD      | Gong           | 64 7934131  |